# Genja Jonas
Genja Jonas (Rogoźno, 2 settembre 1895 – Dresda, 8 maggio 1938) è stata una fotografa tedesca.

## Origini familiari
Il padre, Simon Sigismund, nato nel 1866, ebreo, fu un commerciante di sigari e la madre, Laura Loewenthal, nata nel 1867, provenivano dall'area del Distretto di Oborniki, prussiano al momento della loro nascita per divenire in seguito polacco. La famiglia crebbe e Genja ebbe tre fratelli. Lei crebbe nella città di Bydgoszcz (in tedesco Bromberg), divenuta polacca col trattato di Versailles, dopo che lei si era già trasferita a Berlino nel 1914 per studiare fotografia ed esservi diplomata nel 1918.
Il fratello maggiore, Max, nato nel 1894, proseguì il mestiere paterno del commercio di sigari, ed emigrò con la sua famiglia a Rotterdam dopo la presa del potere di Hitler nel 1933. Il fratello minore, Kurt (1898–1974), divenne medico a Dresda. Dopo che i nazisti salirono al potere, emigrò in America. La sorella Erna (1907–1959), sposata con Rosenbaum, gestiva una sartoria a Dresda, riuscì ad emigrare in Israele. In quanto ai genitori, anche loro seguirono il figlio Max a Rotterdam, ma vennero catturati nel marzo 1943 e deportati nel Campo di transito di Westerbork e quindi Campo di sterminio di Sobibór, dove furono assassinati il 23 luglio 1943.

## Biografia

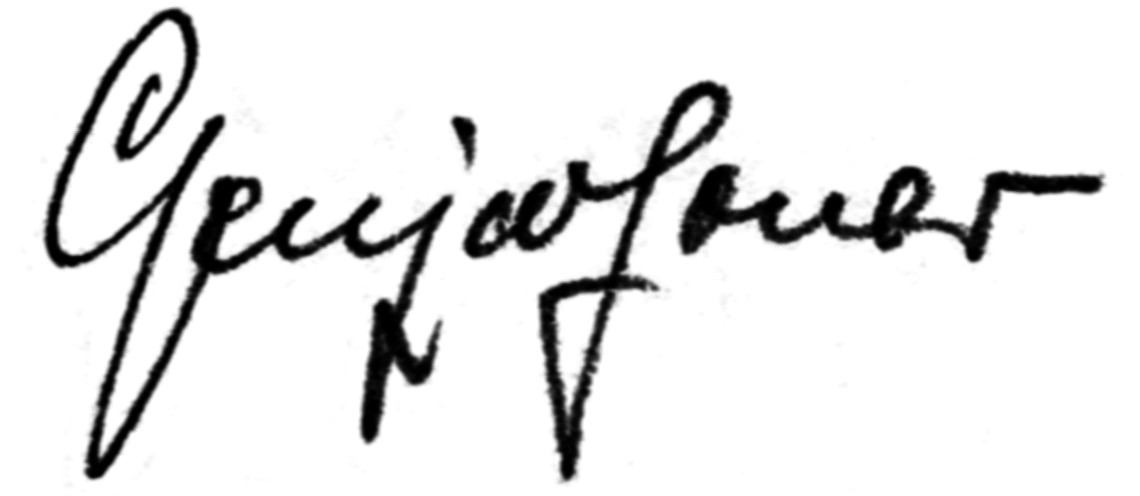
Firma di Genja Jonas

Anche lei, come i genitori ed i fratelli si stabilì a Dresda, si presuppone in seguito alla pressione polacca che imponeva ai tedeschi di prendere la cittadinanza o di lasciare la città che col trattato di Versailles era diventata polacca. A Dresda Genja aprì, nel 1918, lo studio fotografico "Fotoatelier Portikus". Tra i suoi dipendenti negli anni Venti c'era la fotografa Erica Stroedel (1899–1984), che aveva studiato con Hugo Erfurth; l'artista Wols lavorò come apprendista con lei per alcuni mesi nel 1931.
Genja Jonas raggiunse una notevole fama grazie al suo stile personale di ritratti di bambini per il loro sguardo psicologicamente e profondamente penetrante, nonché attraverso i ritratti di personaggi contemporanei e artisti che vissero a Dresda o lavorarono in quella città come Kurt Schwitters, Gret Palucca, Fritz Reiner, Theodor Däubler, Adolf Wohlbrück, Joachim Ringelnatz, Walter Peterhans, Erich Haenel. Ha lavorato anche con il cantante lirico russo Fyodor Chaliapin e l'artista siriano Jussuf Abbo.
Jonas si è caratterizzata come fotografa di danza per le riprese di Sent M'Ahesa e Hilde Schlieben e di ballerini quali Pol Cassel, Jenny Schaffer-Bernstein, Erich Ponto, Ottomar Enking, Heinrich Zerkaulen, Fritz Reiner, Antonia Dietrich, Kurt Schwitters, Theodor Däubler. Probabilmente le immagini che le hanno dato maggiore rilievo sono state le fotografie di danza di Gret Palucca per la particolare importanza culturale e storica.
A Dresda Jonas apparteneva alla “Deutsche Fotografische Akademie” dalla quale fu esclusa nel 1935 a causa della sua origine non ariana.
Jonas, che si era sposata con lo scrittore ed editore Alfred Günther nel 1925, senza aver avuto figli, volevano emigrare in Inghilterra, ma lei si ammalò di cancro e morì l'8 maggio 1938 a Dresda.

Dopo la sua morte, il marito, vendette lo studio alla fotografa Charlotte Rudolph. Il bombardamento di Dresda nel 1945 causò, oltre alla distruzione della città, anche quello della maggior parte del patrimonio fotografico di Genja Jonas che andò perduto per sempre.

## Galleria d'immagini

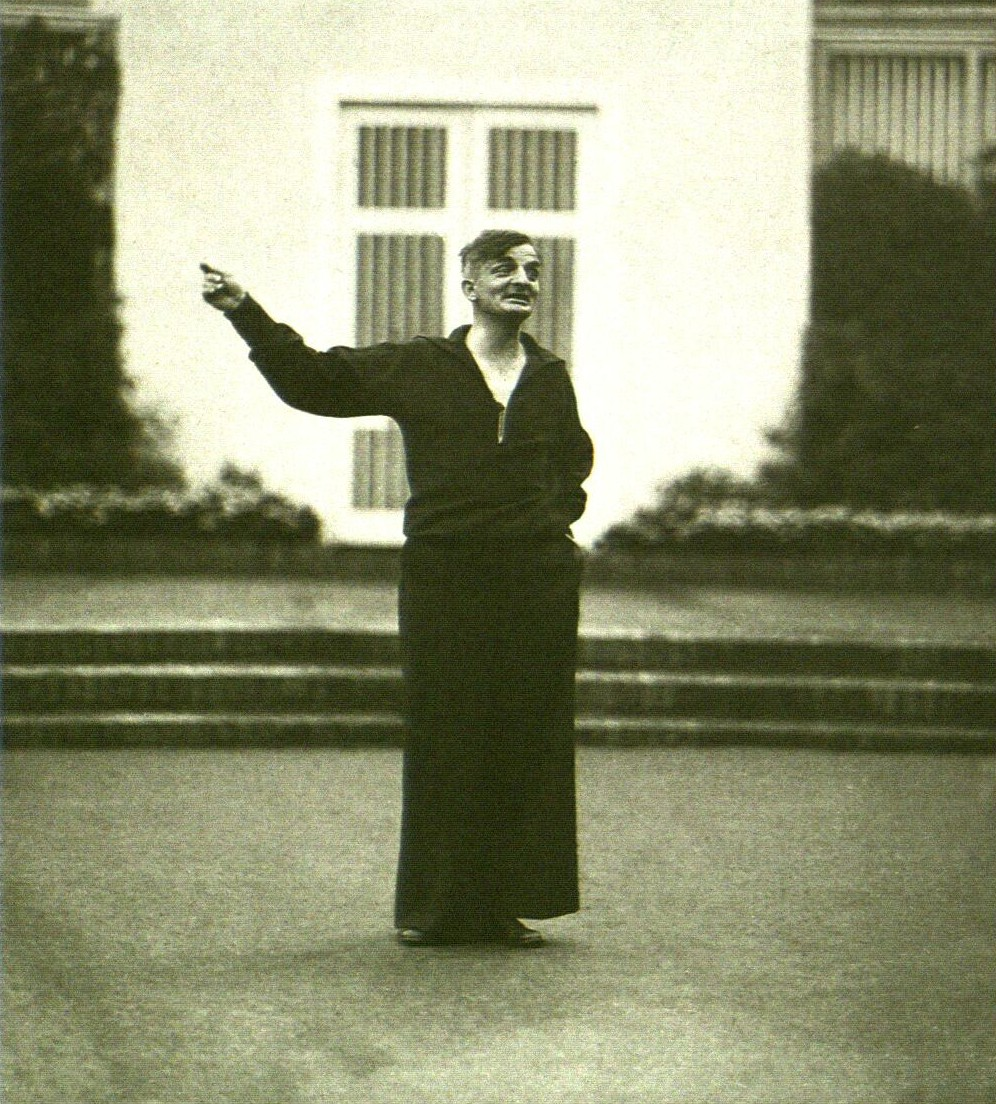
Lo scrittore e pittore Joachim Ringelnatz, 1926
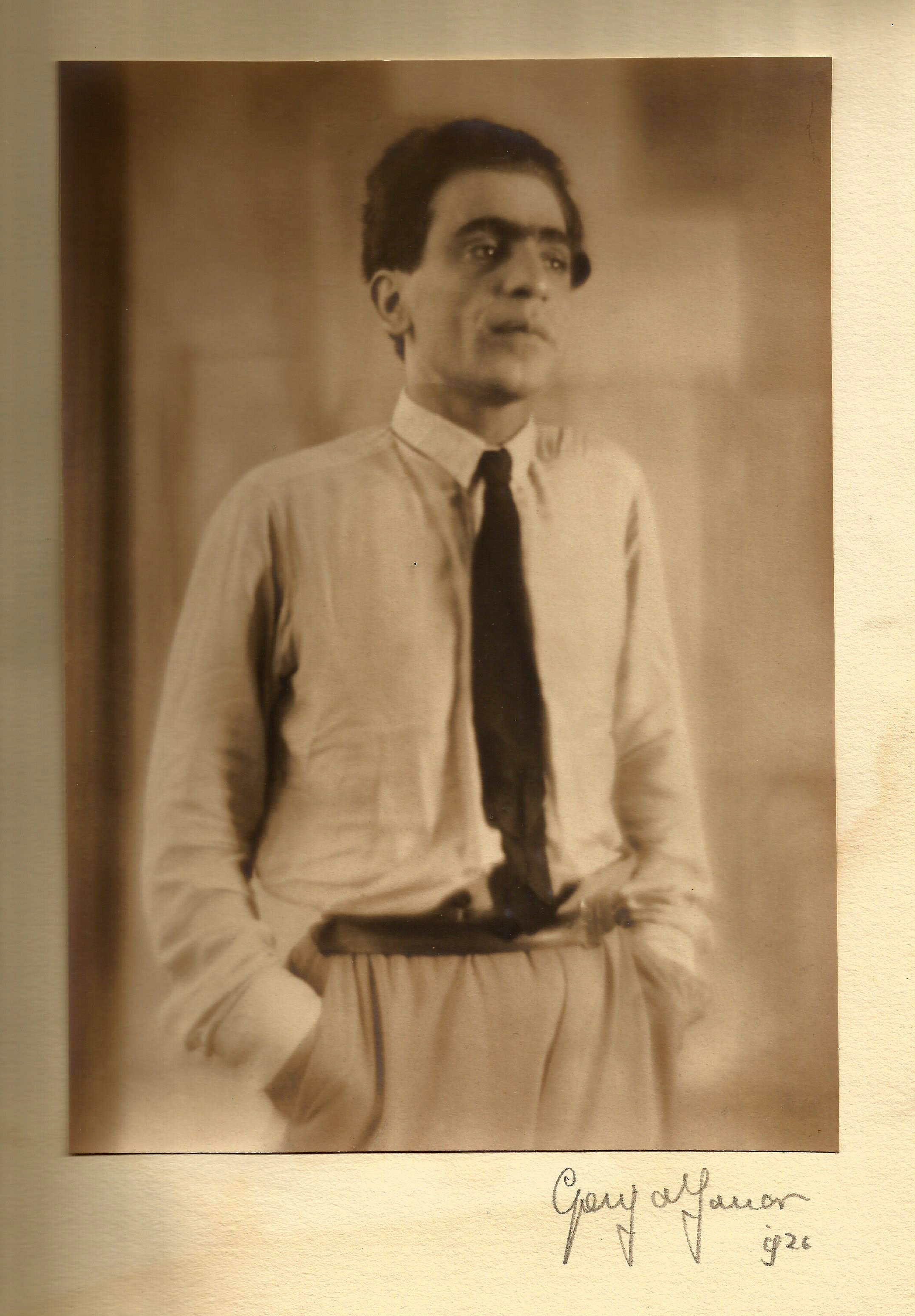
L'artista siriano Jussuf Abbo, 1926
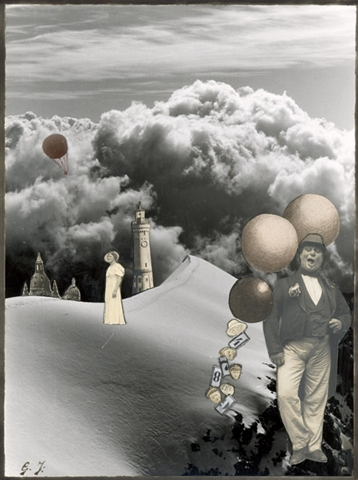
Collage
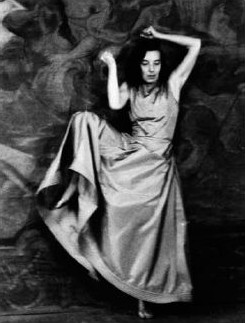
La ballerina Gret Palucca, anni '30
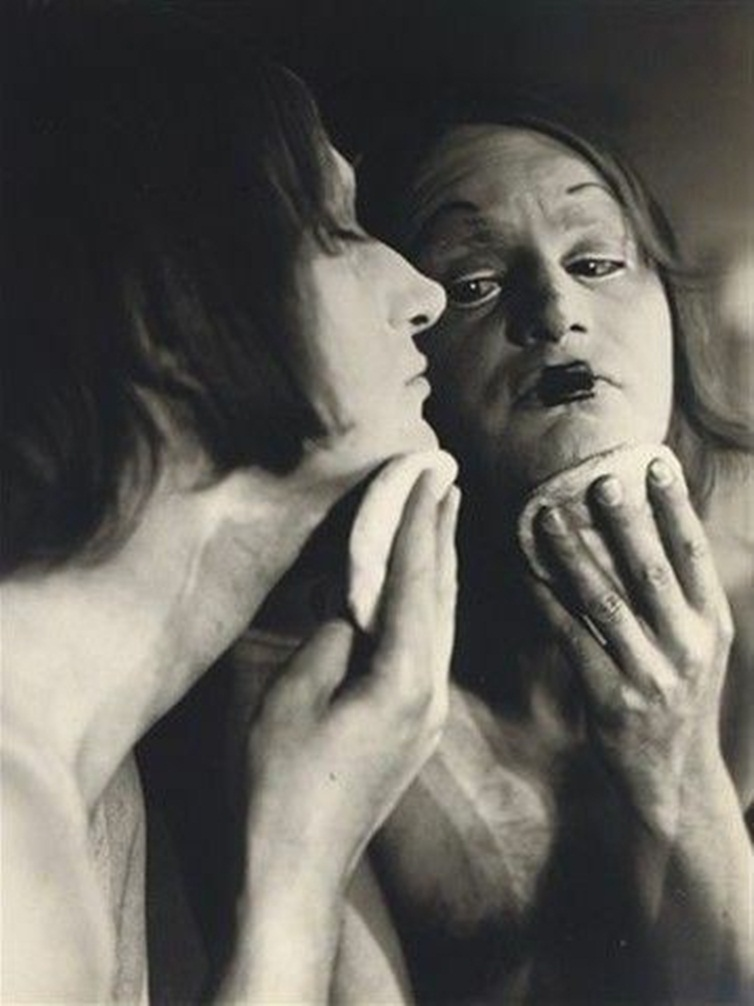
L'attore Adolf Wohlbrück, 1933
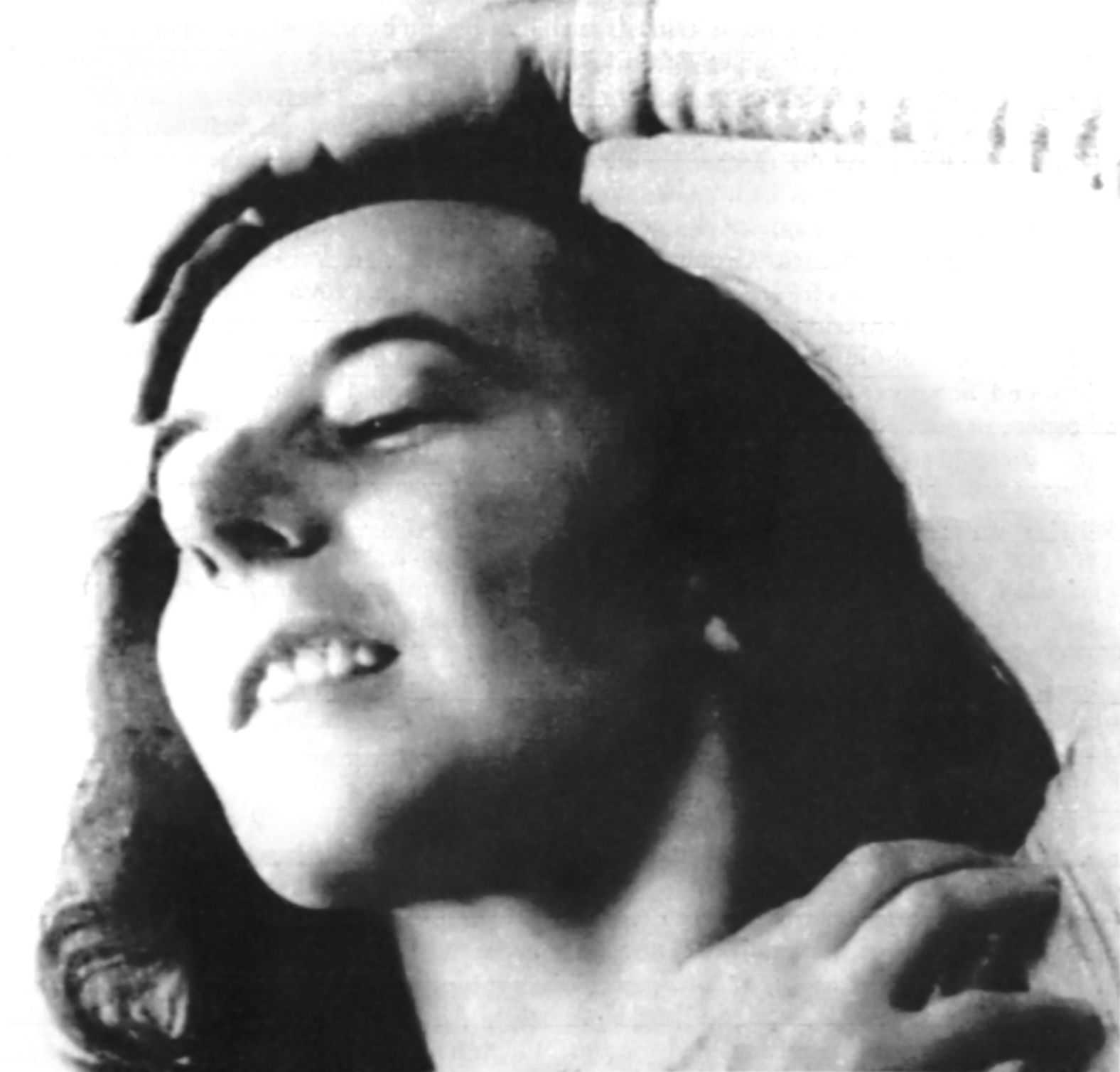
Gret Palucca, 1935
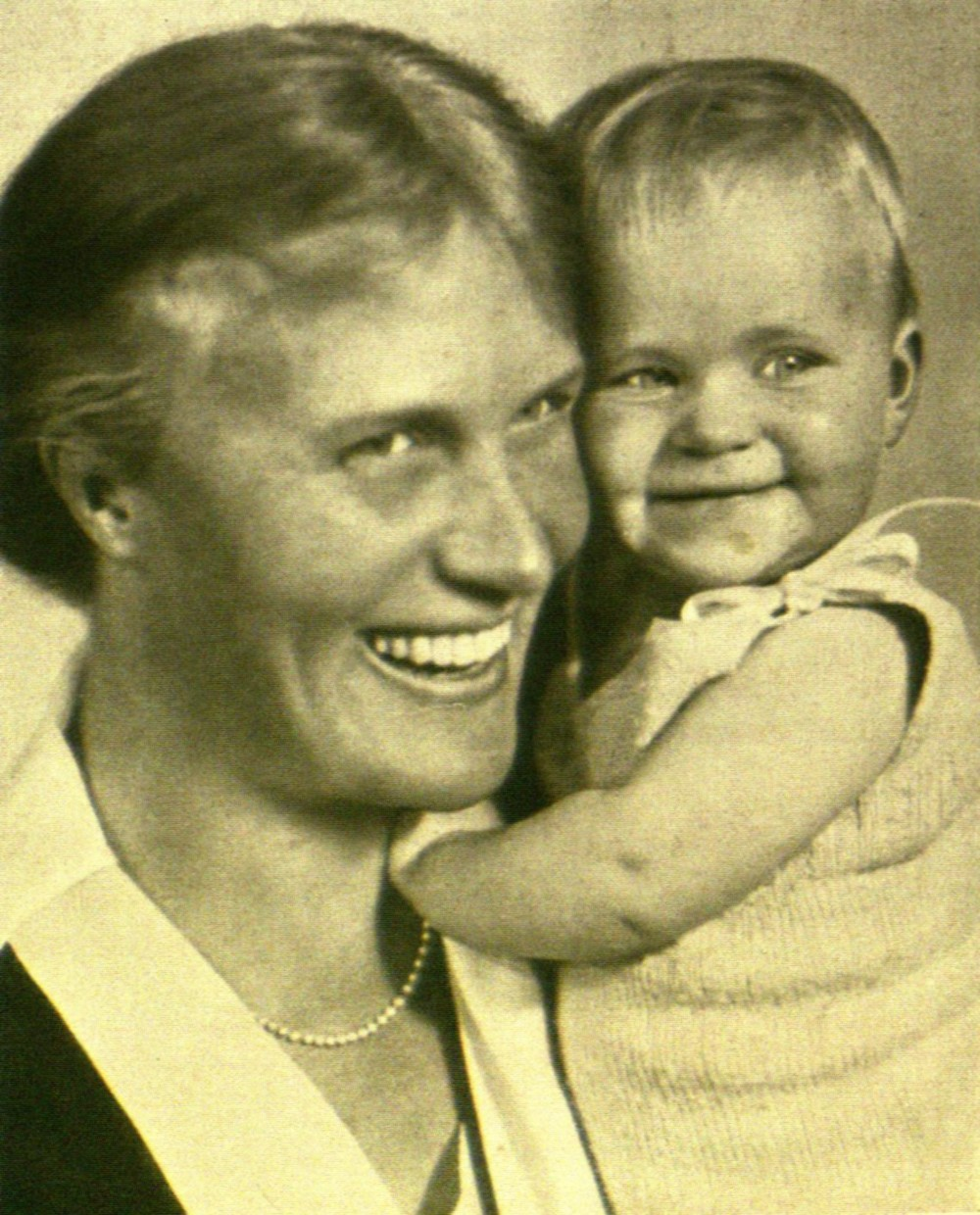
Foto di famiglia: Elsa Brändström con la figlia Brita, prima del 1937
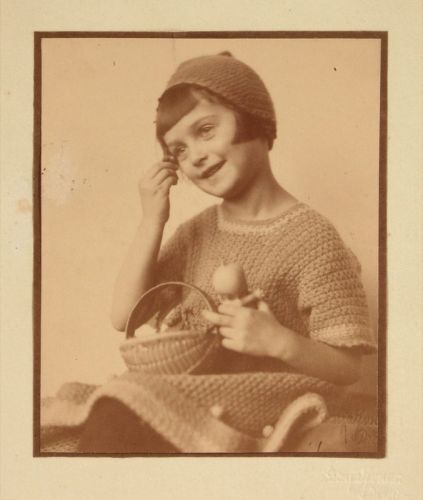
Ragazza in calzamaglia, senza data